# Королевская библиотека Турина
Королевская библиотека в Турине (также Туринская королевская библиотека; итал. Biblioteca Reale di Torino) — библиотека в итальянском городе Турин (область Пьемонт), основанная в 1831 и открытая в 1839 году; расположена в здании, входящем в Список всемирного наследия ЮНЕСКО — в комплексе Королевского дворца; библиотекарь Доменико Промис задал вектор развития библиотеки: её коллекция специализируется на истории древних сардинских государств, а также — на военной тематике, геральдике и нумизматике.

## История и описание
Королевская библиотека в Турине была основана королём Карлом Альбертом в 1839 году: он поручил графу Микеле Саверио Прована дель Саббьоне собрать то, что осталось от библиотеки в Королевском дворце — после масштабного пожертвования Туринскому университету — и то, что было удалось спасти от разграбления Наполеоновский войск. К данным коллекциям Карл Альберт добавил свои собственные книги и все тома, которые были переданы ему жертвователями. Затем библиотекарь Доменико Промис сформировал единое собрание и задал вектор развития библиотеки: она до сих пор специализируется на истории древних сардинских государств, а также — на военной тематике, геральдике и нумизматике.
В 1840 году библиотечные фонды насчитывали уже 30 000 томов, причём многие работы представляли значительную ценность. Рост собрания привел к его размещению в крыле под Galleria del Beaumont — в помещениях, созданных по проекту архитектора Пеладжио Палаги (1775—1860). Художники Марко Антонио Трефогли и Анджело Моджа, основываясь на рисунках самого Палаги, расписали свод в центральном зале. Рост учреждения замедлился — особенно с восшествием на престол Витторио Эмануэле II.
Переход Италии к республиканской форме правления, произошедший после Второй мировой войны, привел к передаче библиотеки — после длительного спора с наследниками династии, закончившегося в 1973 году — в собственность государству. В начале XXI века в библиотеке хранилось около 200000 печатных томов, 4500 рукописей, 3055 рисунков, 187 инкунабул, 5019 книг XVI века, 20987 брошюр, 1500 пергаментов, 1112 периодических изданий, 400 фотоальбомов, а также — многочисленные гравюры и карты. Среди сохранившихся материалов наиболее важной реликвией считается «Туринский автопортрет» Леонардо да Винчи.